# Ofensywa kosowska
Ofensywa kosowska, bitwa kosowska 1915 (serb. Косовска битка 1915) – bitwa stoczona w dniach 10 listopada – 4 grudnia 1915 podczas I wojny światowej, pomiędzy armią serbską a bułgarską.

## Przyczyny konfliktu
Po wypowiedzeniu wojny Serbii 1 października 1915 armia bułgarska przekroczyła granicę serbską, współdziałając z sojuszniczymi armiami: niemiecką i austro-węgierską. 1 Armia bułgarska (1, 6, 8 i 9 dywizja) skierowała się w stronę Niszu, zaś 2 Armia bułgarska (3 i 7 dywizja) uderzyła na Macedonię wardarską. Działania bułgarskie zmierzały do jednoczesnego uderzenia na Serbów z południa i północy i okrążenia ich w Kosowie.

## Przebieg bitwy
W listopadzie 1915 bułgarska 1 Armia sforsowała Moravę i rozpoczęła operację, której celem było zniszczenie armii serbskiej skoncentrowanej w Kosowie. Główne uderzenie bułgarskie skierowano na Nisz i Prisztinę. Tylko w Prokuplju oddziałom serbskim udało się zatrzymać na dwa dni pochód wojsk bułgarskich. Nadzieją dla Serbów był desperacki kontratak w kierunku Vranje-Kumanowo, który miał doprowadzić do połączenia z jednostkami francusko-angielskimi, ale zakończył się niepowodzeniem. 24 listopada do Prisztiny wkroczyły oddziały 6 i 9 Dywizji Piechoty, zaś 29 listopada upadło Prizren. Bitwa zakończyła się 4 grudnia opanowaniem Debaru. W czasie ofensywy kosowskiej Serbowie utracili 30 000 żołnierzy i 199 dział, a także znaczne zasoby sprzętu wojskowego. Jednostki serbskie rozpoczęły odwrót przez góry Albanii w kierunku wybrzeża, skąd miały być przetransportowane na statkach alianckich na Korfu.